# Paul Mescal
Paul Mescal (Maynooth, 2 de febrer de 1996) és un actor irlandès. Va iniciar la seva carrera l'any 2013 com actor de teatre apareixent en diverses obres a Dublín. Posteriorment, va guanyar reconeixement a la televisió protagonitzant la minisèrie Gent Normal amb el personatge de Connell Waldron, actuació amb la qual va guanyar un BAFTA TV i estigué nominat als Premis Emmy.
Va protagonitzar la pel·lícula Aftersun (2022), amb la qual va ser nominat com a millor actor als Premis Óscar així com als Premis de la Crítica Cinematogràfica, els BAFTA i els Globus d'Or.